# جدول مدال‌های المپیک زمستانی ۱۹۲۸
جدول مدال بازی‌های المپیک زمستانی ۱۹۲۸ فهرستی از مدال‌های کسب شده توسط ورزشکاران است که در طول برگزاری بازی‌های المپیک زمستانی سال ۱۹۲۸ میلادی که در سنت موریتز سوئیس برگزار شد.

## جدول مدال‌ها
رتبه بندی این جدول توسط کمیته بین‌المللی المپیک (ioc) اعلام شده است.
      کشور میزبان (سوئیس)
| رتبه                            | کشور                            | طلا | نقره | برنز | مجموع |
| ۱                               | نروژ (NOR)                      | ۶   | ۴    | ۵    | ۱۵    |
| ۲                               | ایالات متحده آمریکا (USA)       | ۲   | ۲    | ۲    | ۶     |
| ۳                               | سوئد (SWE)                      | ۲   | ۲    | ۱    | ۵     |
| ۴                               | فنلاند (FIN)                    | ۲   | ۱    | ۱    | ۴     |
| ۵                               | کانادا (CAN)                    | ۱   | ۰    | ۰    | ۱     |
| ۵                               | فرانسه (FRA)                    | ۱   | ۰    | ۰    | ۱     |
| ۷                               | اتریش (AUT)                     | ۰   | ۳    | ۱    | ۴     |
| ۸                               | بلژیک (BEL)                     | ۰   | ۰    | ۱    | ۱     |
| ۸                               | چکسلواکی (TCH)                  | ۰   | ۰    | ۱    | ۱     |
| ۸                               | آلمان (GER)                     | ۰   | ۰    | ۱    | ۱     |
| ۸                               | بریتانیای کبیر (GBR)            | ۰   | ۰    | ۱    | ۱     |
| ۸                               | سوئیس (SUI)                     | ۰   | ۰    | ۱    | ۱     |
| مجموع (۱۲ بر اساس کمیته المپیک) | مجموع (۱۲ بر اساس کمیته المپیک) | ۱۴  | ۱۲   | ۱۵   | ۴۱    |